# مضلع قابل للإنشاء

إنشاء المخمس المنتظم

في الرياضيات، المضلع القابل للإنشاء (بالإنجليزية: Constructible polygon) هو مضلع منتظم يمكن إنشاؤه باستخدام الفرجار والمسطرة.
مثلاً، المخمس المنتظم هو مضلع قابل للإنشاء، بينما السباعي المنتظم هو مضلع غير قابل للإنشاء.

## النظرية العامة
انظر إلى نظرية غالوا.